# Bellum et Pax
Bellum et Pax (lat. Krieg und Frieden) ist das dritte Studio-Soloalbum des Rappers Fard. Es erschien am 22. Februar 2013 über das Label Ruhrpott Elite. Der Vertrieb wurde von Groove Attack übernommen. Es erschien als Standard-, Premium- und Amazon Power Edition.

## Titelliste
| #  | Titel                       | Gastbeiträge     | Länge |
| -- | --------------------------- | ---------------- | ----- |
| 1  | Schwarz                     |                  | 2:15  |
| 2  | Laufe & Laufe               |                  | 3:02  |
| 3  | Madar                       |                  | 3:48  |
| 4  | Symphonie meiner Melodie    | Julie Lioness    | 3:50  |
| 5  | Alphatier                   |                  | 3:24  |
| 6  | Ruhrpott Elite              | Hamad 45 & Snaga | 3:59  |
| 7  | Hakuna Matata               |                  | 2:55  |
| 8  | Kalt wie Gold               | Jason Anousheh   | 3:05  |
| 9  | In seinem Blut              |                  | 3:31  |
| 10 | Zu spät (I Remember when)   | Bobby V          | 3:35  |
| 11 | Tagträumer                  |                  | 3:34  |
| 12 | Stamm der Nazizi's          |                  | 3:34  |
| 13 | 60 Terrorbars Miami Edition |                  | 3:15  |
| 14 | Rap & Ich                   |                  | 3:30  |
| 15 | Bellum et Pax               |                  | 3:40  |

Bonussongs der Premium Edition
| #  | Titel                         | Gastbeiträge | Länge |
| -- | ----------------------------- | ------------ | ----- |
| 16 | Zwischen uns                  |              | 2:50  |
| 17 | Like This                     | Redman       | 3:26  |
| 18 | Gottes Werk & Teufels Beitrag |              | 3:33  |
| 19 | Hoffnung                      |              | 3:24  |

Bonussongs der Amazon Power Edition
| # | Titel               | Gastbeiträge | Länge |
| - | ------------------- | ------------ | ----- |
| 1 | Big Dreams Gangster |              | 3:40  |
| 2 | Dr. F. Nazizi       |              | 2:48  |
| 3 | Molotov             |              | 3:03  |
| 4 | Sie, meine Strasse  |              | 2:50  |
| 5 | Hör gut zu          |              | 3:35  |
| 6 | Irgendwann          | Snaga        | 2:48  |
| 7 | Kopf im Sand        |              | 3:14  |

## Musikvideos
Es wurden insgesamt 14 Musikvideos zu Bellum et Pax gedreht. Das erste Video zu Schwarz, das gleichzeitig das Intro des Albums ist, wurde am 20. November 2012 veröffentlicht. Das zweite Video zu Rap & Ich wurde am 26. Dezember 2012 über 16BARS.TV veröffentlicht. Ein Video zu Big Dreams Gangster wurde am 16. Januar 2013 veröffentlicht. Danach folgte das Video zu Madar, welches am 30. Januar 2013 erschien. Das fünfte Video, Zu spät (I Remember when), wurde zusammen mit dem amerikanischen R&B-Sänger Bobby V aufgenommen, welches am 10. Februar 2013 rauskam. Anschließend wurde am 19. Februar ein Video zu Like This veröffentlicht, das in einer weiteren Zusammenarbeit mit Redman entstand. Nur zwei Tage danach, erschien das nächste Video zum Track 60 Terrorbars Miami Edition, welches gleichzeitig das letzte vor Albumrelease war. Auch nach Albumrelease wurden noch Videos gedreht. So wurde 9 Tage danach ein Video zu Ruhrpott Elite über Hiphop.de veröffentlicht. Danach folgten noch Videos zu den Liedern, Hakuna Matata, Gottes Werk & Teufels Beitrag und In seinem Blut, wobei letzterer eine Fortsetzung zum Track Rashid & Jamal, aus dem Jahre 2008, darstellen soll. Anschließend wurde das zwölfte Video zu Hör gut zu gedreht, welches am 14. Juni 2013 erschien. Zu guter Letzt wurde fast 6 Monate nach Albumrelease ein letztes Musikvideo zu Laufe & Laufe veröffentlicht.
Ein Video zum Track Molotov, wurde als Dank für 500'000 Facebook Fans am 17. Mai 2012 als Exklusiv Track veröffentlicht, um die Wartezeit auf das Album zu verkürzen. In diesem Track schießt Fard in Richtung der Hip-Hop-Gruppe Die Orsons und der beiden Rapper Sido und Kay One. Dieser Track wurde später als Bonussong der Amazon Power Edition hinzugefügt.

## Erfolg
Bellum et Pax stieg auf Position 2 der deutschen Album-Charts ein. Es hielt sich drei Wochen in der deutschen Hitparade. In der Schweiz erreichte das Album Platz 7 und war ebenfalls drei Wochen in den Album-Charts. In Österreich war Platz 14 die höchste Platzierung. Bereits nach einer Woche verließ es schon wieder die Charts.